# Horné Trhovište
Horné Trhovište (em húngaro: Felsővásárd) é um município da Eslováquia, situado no distrito de Hlohovec, na região de Trnava. Tem 7,54 km² de área e sua população em 2018 foi estimada em 596 habitantes.

## Demografia
| Ano:        | 1994 | 2004   | 2014    | 2024   |
| ----------- | ---- | ------ | ------- | ------ |
| Broj ljudi: | 578  | 548    | 604     | 574    |
| Razlika:    |      | -5,19% | +10,21% | -4,96% |

| Ano:               | 2023 | 2024   |
| ------------------ | ---- | ------ |
| Número de pessoas: | 578  | 574    |
| Diferença:         |      | -0,69% |